# Trogen, Bayern
Trogen är en kommun och ort i Landkreis Hof i Regierungsbezirk Oberfranken i förbundslandet Bayern i Tyskland.
Kommunen ingår i kommunalförbundet Feilitzsch tillsammans med kommunerna Feilitzsch, Gattendorf och Töpen.